# Beatrixkamp
Het Beatrixkamp is een voormalig kazernecomplex in de gemeente Eindhoven, gelegen aan de Oirschotsedijk.

## Geschiedenis
Het Beatrixkamp werd tijdens de Tweede Wereldoorlog door de Duitse bezetter gebouwd als Siedlung a.d. Oirschotse Dijk. Het kreeg na de bevrijding de naam Prinses Beatrixkamp en bestond uit een verzameling verblijfsgebouwen, een kantinegebouw en dergelijke. Het werd door defensie ook voor opslagdoeleinden gebruikt. Begin jaren '80 werd de baan van vliegbasis Eindhoven verplaatst en gedraaid, en kwam het in de aanvliegroute van de vliegbasis te liggen, en is het door defensie niet meer gebruikt voor huisvesting van de militairen die werkzaam waren op de vliegbasis. Vanaf 1991 werd het een Asielzoekerscentrum met de naam Beatrixoord. Het bleef dat tot 2011. In 2012 werden de gebouwen gesloopt, het was immers doordat het sinds de baandraaiing in de  aanvliegroute van Eindhoven Airport (en vliegbasis Eindhoven) was komen te liggen, toch niet meer bewoonbaar. Op de plaats van het kazerneterrein kwam een natuurgebied, het Prinses Beatrixbos. Het nepkerkje, door de Duitsers gebouwd om de Siedlung op een gewoon dorpje te doen lijken, bleef bewaard en ging dienst doen als vleermuisverblijf. Andere gebouwen, door de Duitsers ooit vermomd als boerderijen, werden gesloopt. In oktober 2024 werd uiteindelijk ook het nepkerkje als laatste gebouw gesloopt.